# Hugh Gwyn Owen
Hugh Gwyn Owen (* 11. November 1933 in London; † 1. März 2022) war ein britischer Paläontologe und Geophysiker. Er war vorwiegend am Britischen Museum in den Abteilungen Mineralogie und Paläontologie tätig, wo er u. a. eine neue Technik von Dünnschliffen entwickelte, weltweit die Paläontologie der Ammoniten in einigen Zeitstufen der Unterkreide erforschte und sich daraus folgend intensiv dem geologischen Nachweis der Kontinentaldrift widmete.
Sein bekanntestes Werk ist der Atlas of Continental Displacement: 200 Million Years to the Present, in dem er alle damals bekannten Fakten zusammentrug und mit dem er eine gemäßigte Form der Expansionstheorie der Erde vertrat.

## Wichtige Werke
- 1957: Short Communications (Instrumentelle Entwicklungen zu thin sections, chuck etc.), Mineralogical Magazine Vol. 31, p. 425–429, London
- 1983: Atlas of Continental Displacement: 200 Million Years to the Present (172 p. mit ca. 30 Skizzen und 76 ganzseitigen Karten), Cambridge University Press. Teile online zugänglich, ISBN 978-0521258173
- 1984: Albian Stage and Substage boundaries. Bull. geol. Denmark, Vol. 33, Copenhagen; online (PDF; 528 kB).